# A Virgem e o Menino (Vrubel)
A Virgem e o Menino é uma pintura de Mikhail Vrubel produzida em 1885.